# Луис Мигел
Луис Мигел (пълни имена Луис Мигел Гайего Бастери, Luis Miguel Gallego Basteri) е мексикански певец, роден в Пуерто Рико от баща испанец и майка италианка. Един от най-известните в историята латиноамерикански певци. Успешно интерпретира музикалните стилове: поп, фънк, болеро, ранчера и романтични балади. Неговата звездна кариера започва през осемдесетте години. Притежател на 11 престижни награди:шест връчени от американската академия и 5 награди „Грами латино“, звезда на Холивудската алея на славата, която той е получил на 26 години. Освен че е много популярен в щатите, той е известен и като най-младият притежател на награда – 15-годишен, за дуета си с Sheena Easton. Него наричат с различни прякори: ”El Sol de Mexico” („Слънцето на Мексико“), „El Rey“ („Кралят“), „El Idolo“ („Идолът“).
Звезда на Холивудската алея на славата, която той е получил на 26 години. Записал е дует с Франк Синатра. Продал над 120 милиона албума по целия свят и се смята за най-успешния комерсиален испаногоровящ изпълнител в Латинска Америка.

## Дискография
Warner Music Group
1. ¡México Por Siempre! (2017)
2. Luis Miguel (2010)
3. No Culpes a la Noche – Club Remixes (2009)
4. Complices (2008)
5. Navidades Luis Miguel (2006)
6. Luis Miguel – Grandes Exitos (2005)
7. Mexico En La Piel (2004)
8. 33 (2003)
9. Mis Boleros Favoritos (2002)
10. Mis Romances (2001)
11. Vivo (2000)
12. Amarte Es Un Placer (1999)
13. Romances (1996)
14. Nada Es Igual (1996)
15. El Concierto (1995)
16. Segundo Romance (1995)
17. Aries (1993)
18. America & En Vivo (1992)
19. Romance (1991)
20. 20 Años (1990)
21. Busca Una Mujer (1988)
22. Soy Como Quiero Ser (1987)

EMI
1. Tambien Es Rock (1987)
2. Fiebre De Amor (1985)
3. Luis Miguel Canta In Italiano (1985)
4. Ya Nunca Mas (1984)
5. Palabra De Honor (1984)
6. Decidete (1983)
7. Directo Al Corazon (1982)
8. El Sol (1982)

## Филми
1. Ya nunca más (1984)
2. Fiebre de amor (1985)
3. Un Año De Conciertos (1991)
4. El Concierto (1995)
5. Vivo (2000)
6. Grandes Exitos Videos (2005)